# Слобожанский проспект
Слобожанский проспект (укр. Слобожанський проспект) — проспект в Амур-Нижнеднепровском и Индустриальном районах Днепра.

## История
После расширения Екатеринослава на левый берег Днепра возникла потребность в магистрали на север — в сторону современной России. Дорога была проложена по местности Кучугуры. Магистраль получила название Новомосковское шоссе.
В советские времена вдоль шоссе начали устанавливать многоквартирные дома — т.н. «сталинки». В 1957 году по шоссе было запущено троллейбусное движение.
В 1962 году Новомосковское шоссе было переименовано в проспект имени газеты «Правда». В 1966 году был введён в эксплуатацию Новый мост через Днепр.
2 ноября 1977 года на проспекте был открыт «Дом торговли» — один из крупнейших торговых центров города. В 2008 году началась реконструкция «Дома торговли», однако она не завершена до сих пор.
В 2015 году в рамках декоммунизации магистраль была переименована в Слобожанский проспект.
Возле Приднепровской железной дороги лежит рабочий поселок Султановка, который в советское время носил имя революционера Клочко, а с застройкой Нового Клочко (с 2015 года — Калиновое) стало называться Старым Клочко. На северном и восточном краю Султановки в районе перекрестка с улицей Калиновой застроили двухэтажными домами рабочего поселка Красный Металлист. Посёлок Кучугуры застроили жилым районом вдоль улицы Косиора ( сейчас проспект Калнышевского) и расширением Нижнеднепровского трубопрокатного завода.

## Объекты
- №8 — Индустриальный районный совет
- №14 — ЗАГС Индустриального района
- №15 — ЗАГС Амур-Нижнеднепровского района
- №29 — Днепропетровский апелляционный административный суд
- №36 — Центр внешкольной работы №3
- №86 — кинотеатр «Правда-кино»